# كولن جونستون
كولن جونستون (بالإنجليزية: Colin Johnstone) هو مجدف نيوزيلندي، ولد في 14 سبتمبر 1921 في Waipukurau ‏ في نيوزيلندا، وتوفي في 10 نوفمبر 1991 في وانجانوي في نيوزيلندا.

## وصلات خارجية
- كولن جونستون على موقع الاتحاد الدولي للتجديف (الإنجليزية)
- كولن جونستون على موقع أوليمبيديا (الإنجليزية)
- كولن جونستون على موقع اللجنة الأولمبية النيوزيلندية (الإنجليزية)